# Sentence of Death
Sentence of Death (с англ. — «Смертный приговор») — мини-альбом и дебютный релиз немецкой трэш-метал-группы Destruction, выпущенный 10 ноября 1984 года на лейбле Steamhammer Records.

## Песни
| №                   | Название            | Перевод названия     | Длительность |
| ------------------- | ------------------- | -------------------- | ------------ |
| 1.                  | «Intro»             | «Интро»              | 1:14         |
| 2.                  | «Total Desaster»    | «Полное опустошение» | 4:06         |
| 3.                  | «Black Mass»        | «Черная месса»       | 4:00         |
| 4.                  | «Mad Butcher»       | «Безумный мясник»    | 3:31         |
| 5.                  | «Satan's Vengeance» | «Месть Сатаны»       | 3:16         |
| 6.                  | «Devil's Soldiers»  | «Солдаты Дьявола»    | 3:26         |
| Общая длительность: | Общая длительность: | Общая длительность:  | 19:33        |

## Участники записи
Destruction
- Марсель «Шмир» Ширмер — бас-гитара, вокал
- Майк Зифрингер — гитара
- Томас «Томми» Зандманн — ударные

Продюсирование
- Вольфганг Айххольц — продюсирование
- Хорст Мюллер — запись